# Dasumia
Genre
Dasumia est un genre d'araignées aranéomorphes de la famille des Dysderidae.

## Distribution
Les espèces de ce genre se rencontrent en Europe et au Proche-Orient.

## Liste des espèces
Selon World Spider Catalog (version 25.0, 21/03/2024) :
- Dasumia amoena (Kulczyński, 1897)
- Dasumia antalyaensis Kunt & Özkütük, 2023
- Dasumia canestrinii (L. Koch, 1876)
- Dasumia capacii Kunt & Özkütük, 2023
- Dasumia carpatica (Kulczyński, 1882)
- Dasumia cephalleniae Brignoli, 1976
- Dasumia chyzeri (Kulczyński, 1906)
- Dasumia crassipalpis (Simon, 1882)
- Dasumia diomedea Caporiacco, 1948
- Dasumia gasparoi Kunt, Özkütük & Elverici, 2011
- Dasumia kusceri (Kratochvíl, 1935)
- Dasumia laevigata (Thorell, 1873)
- Dasumia mariandyna Brignoli, 1979
- Dasumia nativitatis Brignoli, 1974
- Dasumia taeniifera Thorell, 1875
- Dasumia yagmuri Kunt & Özkütük, 2023

## Systématique et taxinomie
Ce genre a été décrit par Thorell en 1875 dans les Dysderidae.

## Publication originale
- Thorell, 1875 : « Diagnoses Aranearum Europaearum aliquot novarum. » Tijdschrift voor Entomologie, vol. 18, p. 81-108 (texte intégral).